# 阿罗埃拉斯杜伊泰姆
阿罗埃拉斯杜伊泰姆（葡萄牙語：Aroeiras do Itaim）是巴西皮奥伊州的一个市镇。总人口2656人。